# Кусепський сільський округ
Кусе́пський сільський округ (каз. Күсеп ауылдық округі, рос. Кусепский сельский округ) — адміністративна одиниця у складі Зерендинського району Акмолинської області Казахстану. Адміністративний центр — село Оркен.
Населення — 2166 осіб (2021; 2608 у 2009, 3640 у 1999, 4732 у 1989).
Станом на 1989 рік існували Кусепська сільська рада (село Куропаткино, селище Азат) та Роздольна сільська рада (села Айгиржал, Джамбул, Лінієвка, Роздольне) колишнього Кокчетавського району. До 2009 року існували Кусепський сільський округ (села Азат, Куропаткино) та Казотинський сільський округ (села Айгиржал, Жамбил, Роздольне, Теректі). Село Айгиржал було ліквідоване 2010 року.

## Склад
До складу округу входять такі населені пункти:
| Населений пункт | Колишні назви | Населення, осіб (1989) | Населення, осіб (1999) | Населення, осіб (2009) | Населення, осіб (2021) |
| --------------- | ------------- | ---------------------- | ---------------------- | ---------------------- | ---------------------- |
| Азат, село      | -             | 731                    | 652                    | 537                    | 489                    |
| Айгиржал, село  | -             | 59                     | 16                     | 6                      | -                      |
| Жамбил, село    | Джамбул       | 268                    | 218                    | 114                    | 33                     |
| Озен, село      | Роздольне     | 1353                   | 876                    | 617                    | 586                    |
| Оркен, село     | Куропаткино   | 1660                   | 1536                   | 1265                   | 1022                   |
| Теректі, село   | Лінієвка      | 661                    | 342                    | 69                     | 36                     |